# Зігітяк
Зігітя́к (рос. Зигитяк, башк. Егетәк) — село у складі Туймазинського району Башкортостану, Росія. Входить до складу Субханкуловської сільської ради.
Населення — 279 осіб (2010; 240 у 2002).
Національний склад:
- башкири — 81 %